# Pierson Fodé
Pierson Dane Fodé (n. 6 de noviembre de 1991) es un actor y modelo estadounidense.

## Primeros años y educación
Fodé nació en Moses Lake, Washington, un pequeño pueblo en el este de Washington, hijo de Ron y Robin. Él tiene dos hermanos mayores, Preston y Payton, y una hermana menor, Pharron. Creció allí con su familia en una granja. A la edad de 13 años, cuando todavía estaba en la escuela secundaria, fundó  Pierced Productions, en la que produjo más de 20 cortometrajes, escribió e interpretó el papel principal. Después de graduarse de la escuela secundaria con un AA para la universidad, partió para su carrera como actor a la edad de 18 años. Actualmente reside en Los Ángeles.

## Carrera

### Modelo
Fodé estaba bajo contrato con Seattle Talent hasta 2011 y luego se mudó a Wilhelmina Models. Como modelo, recibió varios premios como Star of the Year, Best Runway Walk, Best Fashion Print Photos, Best Scene Performance, Best TV Commercial Read Beauty y Best Smile.

### Actuación
Hizo su debut como actor en 2012 en iCarly interpretando a Todd. En el mismo año, recibió el premio de YouTube Soap Opera Award por el papel principal de Jared en Runaways, la serie web que duró durante dos temporadas. Luego apareció en la película de televisión Wrath of God: Confrontation como Kruger y en un papel de invitado en Hello Ladies como un bartender.
De 2013 a 2014, interpretó el papel de Blazer en la serie web Storytellers. En noviembre de 2013, junto con Victoria Justice interpretó el papel de Ely en la película Naomi and Ely's No Kiss List. En 2014, estuvo en el papel principal de Trevor en la película de terror Indigenous, que se estrenó en Tribeca Film Festival. En ese mismo año, apareció en las películas Kill Game y Drag Worms e interpretó el papel de Brooks en la serie juvenil de Disney Channel, Jessie.
En 2015 asumió el papel de Thomas Forrester en la soap opera de CBS The Bold and the Beautiful. El 7 de septiembre de 2017, se anunció que Fodé abandonaría la serie.

## Filmografía
| Año  | Título                       | Rol         | Notas                    |
| ---- | ---------------------------- | ----------- | ------------------------ |
| 2012 | Wrath of God: Confrontation  | Kruger      | Película para televisión |
| 2014 | Indigenous                   | Trevor      |                          |
| 2014 | The Assault                  | Reed        | Película para televisión |
| 2015 | Kill Game                    | Ryan        |                          |
| 2015 | Cardinal X                   | Alex        |                          |
| 2015 | Naomi and Ely's No Kiss List | Ely         |                          |
| 2017 | It's Time                    | Brad Gaines |                          |

| Año       | Título                     | Rol                  | Notas                |
| --------- | -------------------------- | -------------------- | -------------------- |
| 2012      | iCarly                     | Todd                 | Episodio: iHalfoween |
| 2013      | Hello Ladies               | Bartender            | Episodio: Pool Party |
| 2014–2015 | Jessie                     | Brooks Wentworth III | 5 episodios          |
| 2015–2017 | The Bold and the Beautiful | Thomas Forrester     | Elenco principal     |

| Año  | Título       | Rol          | Notas        |
| ---- | ------------ | ------------ | ------------ |
| 2012 | Runaways     | Jared Slater | 13 episodios |
| 2013 | Storytellers | Blazer       | 5 episodios  |